# Lowa Sportschuhe
Die Lowa Sportschuhe GmbH (Eigenschreibweise LOWA) ist ein deutscher Hersteller von Wander- und Bergschuhen, die unter der Marke Lowa vertrieben werden. Seit Gründung im Jahre 1923 ist der Sitz in Jetzendorf in Oberbayern. Das Unternehmen gehört zur italienischen Tecnica Group.
Forschung und Entwicklung des Unternehmens sitzen im italienischen Giavera del Montello, die Produktion findet vorwiegend in Jetzendorf (Berg- und Trekkingschuhe), in der Slowakei (Wanderschuhe) und bis 2010 in Giavera del Montello (Skischuhe) statt. Es bestehen eigene Auslandsvertriebsniederlassungen in den USA und in der Schweiz, außerdem langjährige Vertriebspartnerschaften unter anderem in Österreich und in den Niederlanden.

## Geschichte

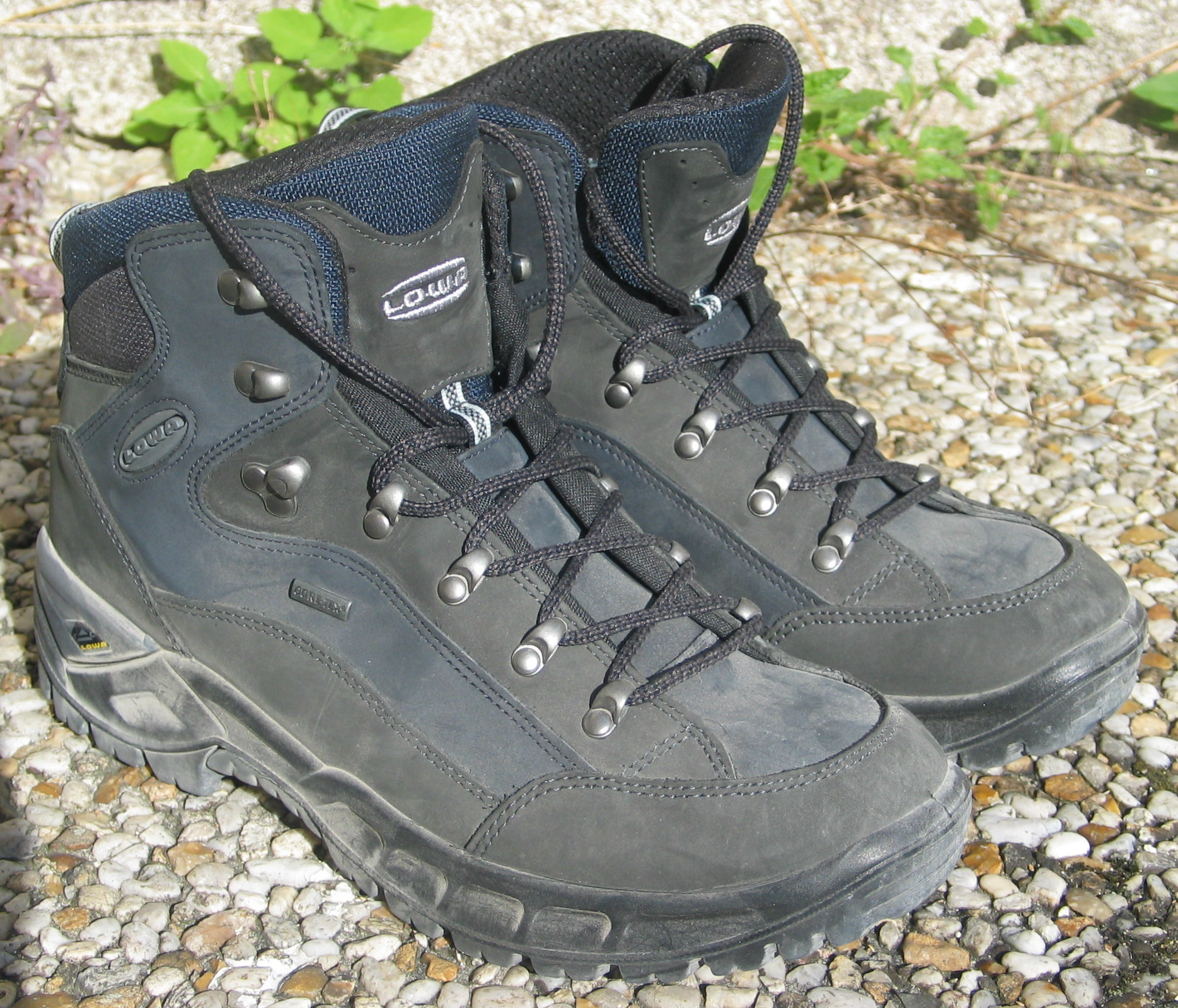
Wanderschuhe von Lowa

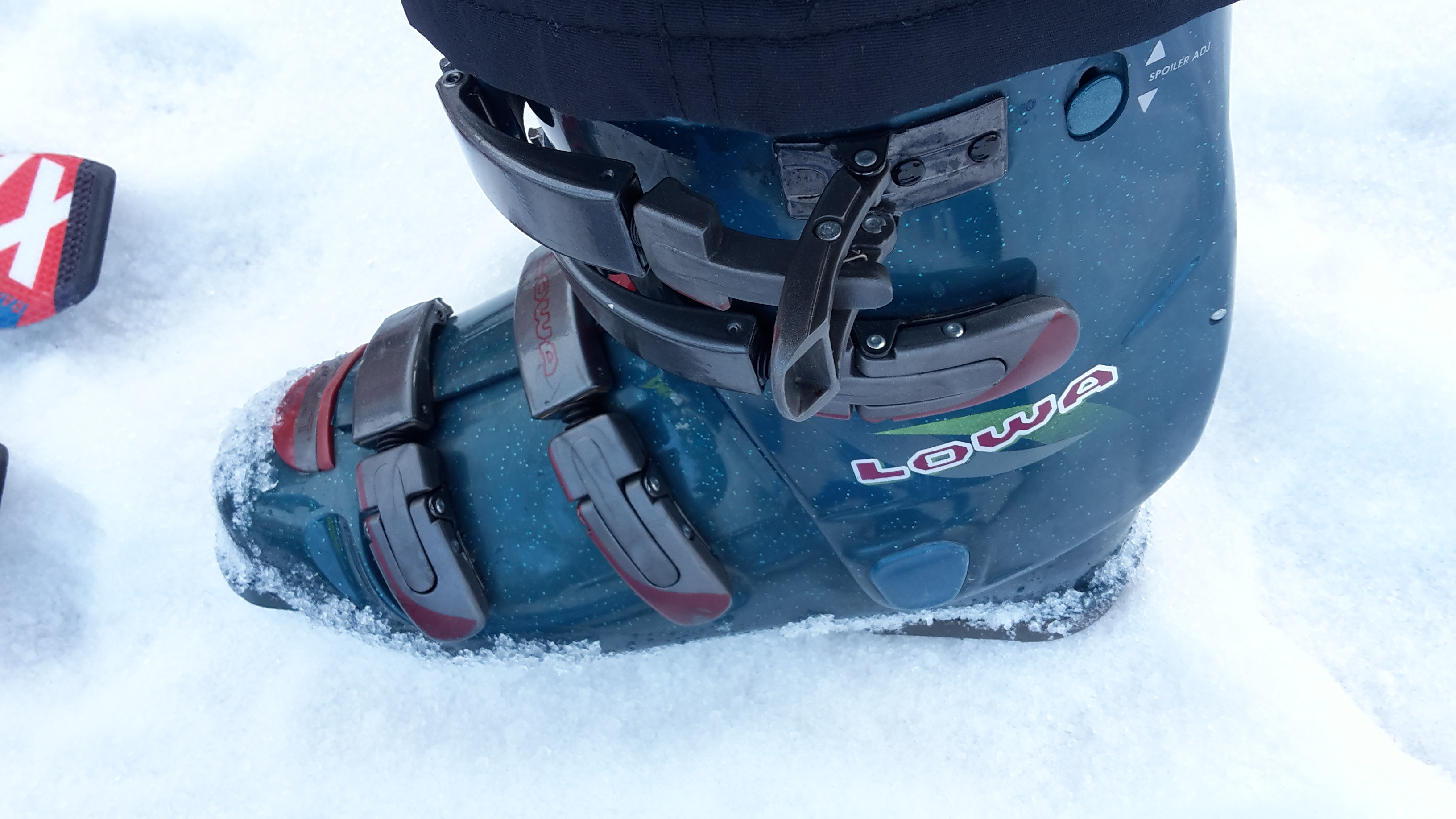
Skischuh von Lowa

Lorenz Wagner, der Sohn des Schuhmachers Johann Wagner aus Jetzendorf (40 km nördlich von München), gründete bei Übernahme des elterlichen Betriebs 1923 das Unternehmen Lowa (Lorenz Wagner). Seine beiden Brüder Hans und Adolf hatten sich kurz zuvor mit der Marke Hanwag in Vierkirchen bzw. der Marke Hochland in Weichs selbständig gemacht.
Nach dem Tod von Lorenz Wagner übernahm 1953 der ehemalige Lehrling (und mittlerweile Schwiegersohn des Gründers) Sepp Lederer das Unternehmen und machte zusammen mit seiner Frau Berti in den 1970er und 1980er Jahren Lowa zu einem erfolgreichen Skischuhhersteller (Lowa Air).
1993 wurden aufgrund finanzieller Schwierigkeiten und Nachfolgeproblemen 90 % der Geschäftsanteile an die italienische Tecnica Group verkauft (dazu gehören neben Tecnica und Lowa mittlerweile auch Nordica, Blizzard, Moon Boot und Rollerblade).
Werner Riethmann, der zuvor bei dem Schweizer Schuhunternehmen Raichle tätig war, ist seit 1992 Geschäftsführer und wurde 1993 auch Miteigentümer (damals 10 %, mittlerweile 20 % Gesellschaftsanteil). 2010 wurden erstmals über zwei Millionen Paar Schuhe verkauft. Stand 2020 gehören 80 % von Lowa mittelbar der italienischen Tecnica Group und 20 % dem Geschäftsführer Werner Riethmann.
2003 ist Lowa mit Schöffel, einem Hersteller von Outdoor-Bekleidung, ein Joint Venture eingegangen. Das Gemeinschaftsunternehmen Schöffel-Lowa Sportartikel GmbH & Co. KG betreibt insgesamt 33 größtenteils von Franchise-Partnern geführte Schöffel-Lowa-Stores (28 in Deutschland und vier in Österreich, und einen in Italien; Stand Oktober 2018). 2019 wurde der in Italien und der Slowakei tätige Sportschuhhersteller Riko Sport mit rund 2000 Beschäftigten übernommen.
Lowa ist zusammen mit den anderen deutschen Herstellern von Spezialstiefeln Lieferant der neuen Kampfstiefel für die Bundeswehr.
Nach dem durch die Corona-Beschränkungen bedingten Umsatzeinbruch 2020 wurde 2021 wieder ein Umsatz von 229 Millionen Euro erreicht.